# 立蔵寺
立蔵寺（りゅうぞうじ）は岐阜県関市西日吉町にある、聖観音菩薩を本尊とする曹洞宗の寺院。、山号は玉樹山。

## 概要
関市倉知にあった龍蔵庵を龍泰寺23世の古谷如神が宝永2年(1705年)に現在地に移して宝樹山 龍蔵寺としたのが当寺の始まりである。
嘉永3年(1850年)、龍泰寺36世の弘道辨玉が山号を玉樹山、寺号を立蔵寺に改めた。
本尊の聖観音菩薩はもとは高山寺という寺にあったものと伝わる。
とある戦の最中に高山寺で時報の鐘を鳴らしていたところ、その戦いで敗退した土岐頼芸が時を打つ(土岐を討つ)のは不届きであると難癖をつけて火をかけた。
高山寺は焼け落ちたが、本尊は焼けずに灰の中から現れたといわれる。寺内に川崎弘法を勧請して祀っており、中濃八十八ヶ所霊場の八番札所となっている。
また、刀匠の善定兼吉の墓が所在することで知られる。本堂は老朽化のため昭和54年(1979年)に再建されている。